# بجير (ردفان)

تعديل مصدري - تعديل

بجير هي إحدى قرى عزلة الحبيلين بمديرية ردفان التابعة لمحافظة لحج، بلغ تعداد سكانها 799 نسمة حسب تعداد اليمن لعام 2004.